# لوکا استولز
لوکا استولز (انگلیسی: Luca Stolz؛ زادهٔ ۲۹ ژوئیهٔ ۱۹۹۵) راننده خودروی مسابقه‌ای اهل آلمان است.